# Mezinárodní den soudkyň
Mezinárodní den soudkyň je každoročně 10. března připomínaným mezinárodním svátkem, věnovaným roli žen v soudnictví. Svátek byl ustanoven 28. dubna 2021, kdy Valné shromáždění OSN přijalo rezoluci, která vyhlašuje 10. březen Mezinárodním dnem soudkyň na podporu úsilí za rovnoprávnost žen a posílení role žen ve společnosti.

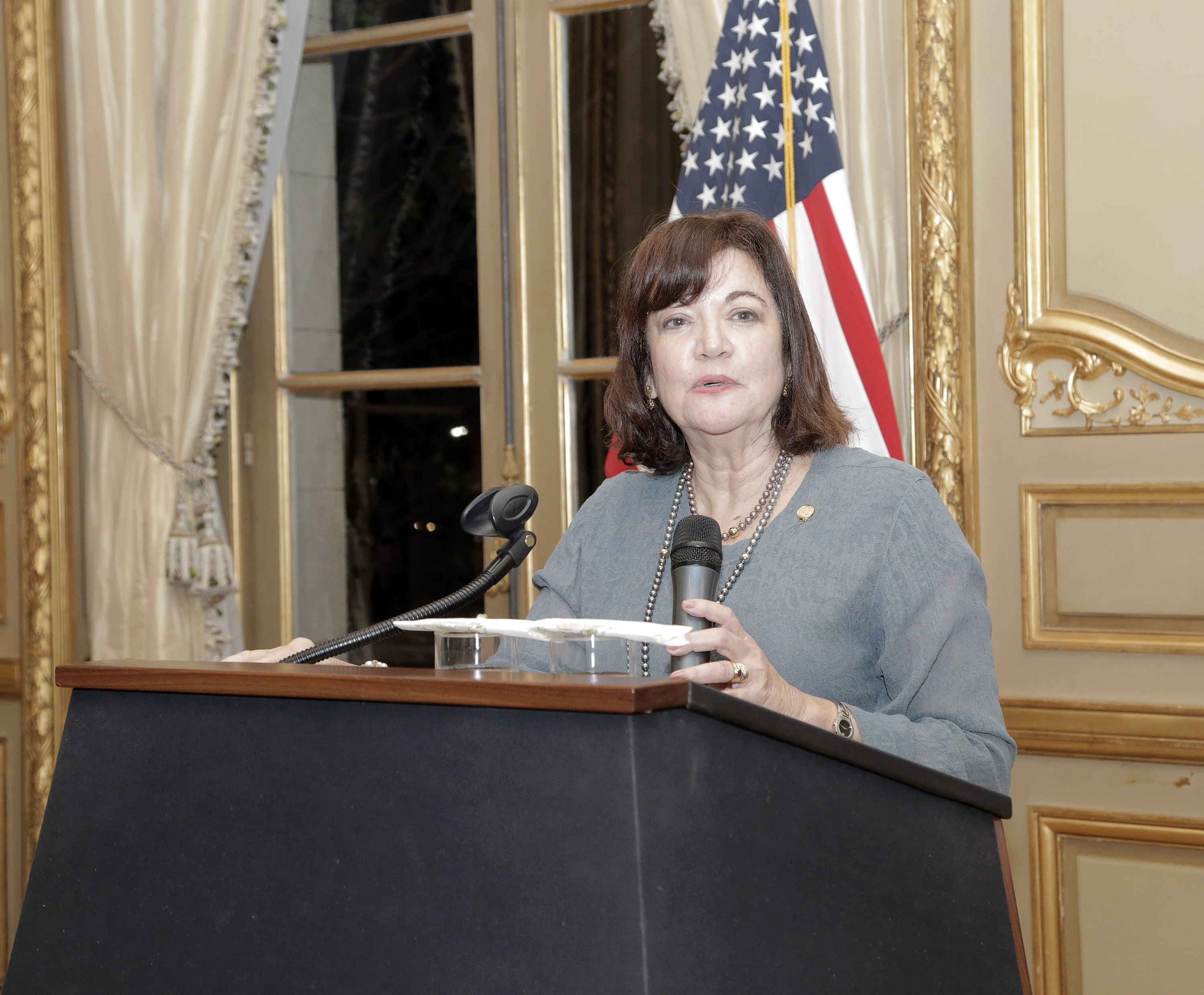
Vanessa Ruiz působící v letech 2018 až 2020 jako prezidentka Mezinárodní asociace soudkyň. Organizace, která ustanovení připomínkového mezinárodního dne iniciovala

OSN podporuje genderovou rovnost, která je i jedním z Cílů udržitelného rozvoje. Podporuje proto zastoupení žen v soudnictví, které je významné z mnoha důvodů. Kromě toho, že zajišťuje, aby se právní systém vyvíjel s ohledem na celou společnost, také inspiruje další generaci soudkyň a motivuje je k dosažení jejich cílů.